# Tunjungan (Tunjungan)
Tunjungan is een bestuurslaag in het regentschap Blora van de provincie Midden-Java, Indonesië. Tunjungan telt 3321 inwoners (volkstelling 2010).